# B-237 Rostov na Donou
Pour les articles homonymes, voir Rostov (homonymie).
Le B-237 Rostov na Donou (en russe : Б-237 « Ростов-на-Дону », en français : B-237 « Rostov-sur-le-Don ») est un sous-marin d'attaque du projet 636 (nom OTAN : classe Kilo) en service dans la flotte de la mer Noire de la marine russe de 2014 à sa destruction en août 2024 par les Forces armées ukrainiennes.

## Caractéristiques
Le Rostov na Donou est un sous-marin diesel-électrique de la classe améliorée du projet 636.3 de bâtiments russes modernes.

## Historique
Le B-237 est construit au chantier naval de Saint-Pétersbourg, mis sur cale le 21 novembre 2011, lancé le 26 juin 2014 et mis en service le 30 décembre 2014.
Il faisait partie de la flotte de la mer Noire[Quand ?] mais a été déployé en mer Méditerranée au début des années 2020.
Le sous-marin revient en mer Noire en février 2022, passant le Bosphore le 13 février. Avec ce submersible, la flotte russe de la mer Noire disposait de quatre sous-marins améliorés de la classe Kilo équipés de système de missiles Kalibr déployés en mer Noire en février 2022, dont au moins trois sont opérationnels,.
Le 13 septembre 2023, le gouverneur de Sébastopol nommé par la Russie, Mikhaïl Razvojaïev, affirme que le chantier naval de Sébastopol est visé par une « attaque de missile » ukrainienne à 2 h du matin, provoquant un incendie majeur. Selon le ministère de la Défense russe, dix missiles de croisière sont tirés, dont sept abattus. L'attaque impliquerait également trois « drones maritimes » dont la totalité auraient été détruits. Le ministère déclare « qu'à la suite des tirs de missiles de croisière ennemis, deux navires en radoub ont été endommagés ». Au moins 24 personnes sont blessées. Les bâtiments touchés par l'attaque sont le navire de débarquement Minsk et le Rostov na Donu,,,. Les images disponibles le 18 septembre montrent la coque déchirée sur plusieurs mètres devant le kiosque au niveau de la zone accueillant la salle des torpilles ainsi que sur le flanc tribord au centre du sous-marin, juste derrière le kiosque. D'après les plans de cette classe de bâtiments, la zone touchée correspond à la fin de l'espace vie de l'équipage et le début de la salle des machines. D'après le journal en ligne spécialisé dans la défense, Opex360, le bâtiment, trop endommagé, « ne reprendra plus la mer ».
Le 3 août 2024, l'armée ukrainienne affirme avoir coulé, dans le port de Sébastopol, le B-237 et endommagé un système de missiles S-400 lors d'une « frappe réussie »,,,.